# Cheiracanthium lascivum
Cheiracanthium lascivum är en spindelart som beskrevs av Karsch 1879. Cheiracanthium lascivum ingår i släktet Cheiracanthium och familjen sporrspindlar. Inga underarter finns listade i Catalogue of Life.